# Eucort
Eucort fou una marca catalana d'automòbils, fabricats per l'empresa Automóviles Eucort, S.A. a Barcelona entre 1945 i 1953. Fundada per l'emprenedor Eusebi Cortés i Chertó, natural de Bot (Terra Alta), l'empresa tenia la seu al número 124 del carrer Nàpols. L'edifici, amb la seva característica façana de color verd (el de les rajoles de tipus "piscina" amb què està recoberta), estigué en estat d'abandonament durant anys fins que el juny de 2022 s'hi endegà un procés de renovació.
Els Eucort varen ser els primers turismes fabricats a l'Espanya de la postguerra, en plena dictadura militar i en època d'autarquia econòmica. A causa de la misèria de l'època, amb grans dificultats per a aconseguir matèries primeres i maquinària adient, els Eucort no han passat a la història per la seva qualitat (sovint tenien problemes mecànics), però tot i així complien amb dignitat la seva funció.

## Història

### Gestació
Eusebi Cortès i Chertó havia estat soci amb el seu germà Jesús d'una empresa de producció agrícola a la Terra Alta, situada a l'actual ubicació de la Cooperativa Agrícola Sant Josep de Bot. Allà es va familiaritzar amb l'ús de vehicles de motor, especialment camions. Més tard, els dos germans es van separar: Jesús es va quedar a Bot continuant amb les activitats de l'empresa i Eusebi se n'anà Barcelona, on es va dedicar a tota mena de negocis abans d'emprendre el projecte "Eucort" (acrònim del seu nom).
La societat Automóviles Eucort es va registrar el juny de 1945 amb un capital social de 7 milions de pessetes (6 segons unes altres fonts). La seu escollida per a l'empresa varen ser les antigues instal·lacions de "Carrosseries Marrugat" al carrer Nàpols, les quals havien estat comprades prèviament per Cortès (l'empresari havia adquirit també "Tallers Pujol" i, a més, el 1946 comprà tots els projectes d'automoció i permisos de fabricació de Nacional Sitjes).
La firma fou ambiciosa i va muntar una autèntica planta de producció, no pas un simple taller artesanal. Malgrat tot, mai no va assolir els seus plans inicials de producció (la idea era de fer-ho al ritme de 100-150 unitats diàries).
A l'oficina tècnica d'Eucort hi treballava un enginyer alemany procedent de l'empresa Auto Union, qui va col·laborar en el disseny d'un automòbil senzill però ben resolt en l'apartat mecànic, amb una carrosseria d'inspiració americana -al gust de l'època- i un motor de dos temps bicilíndric de 764 cc que lliurava 21 CV, inspirat en el DKW (concretament, en el petit P-25 bicilíndric de 494 cc i 15 CV).

### Presentació

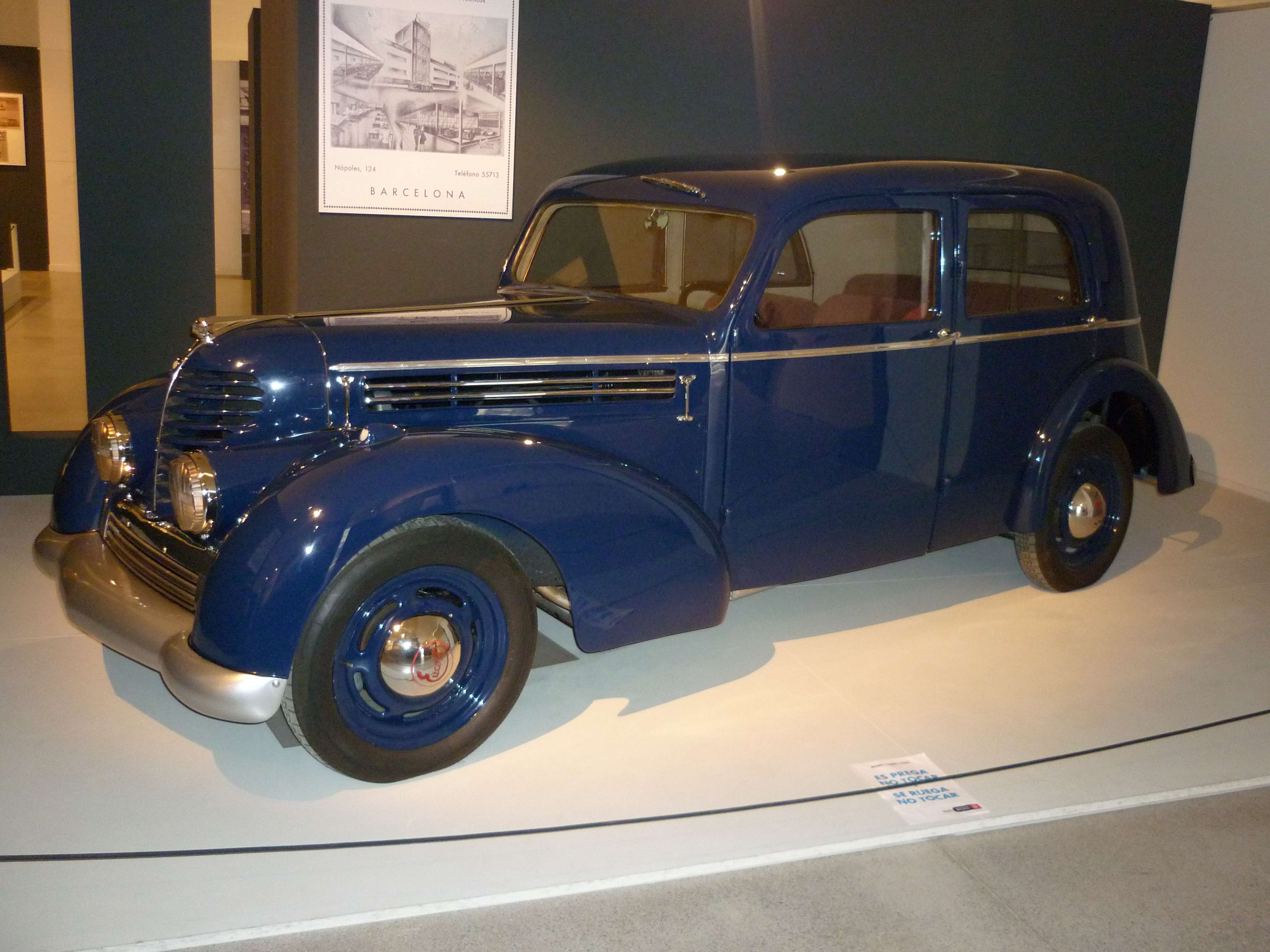
Un Eucort Turisme de 1947

La nova marca es presentà amb gran faramalla a la Fira de Mostres de Barcelona de 1946. L'estand d'Eucort va sorprendre pel fet d'acceptar comandes des d'aquell mateix moment, allà mateix. Tal com deia la propaganda en castellà, «els cotxes Eucort poden adquirir-se sense cap altre tràmit que el d'una simple comanda».
El primer cotxe Eucort, un de quatre portes tipus sedan, s'oferia en dues versions: la "Turisme" amb carrosseria normal i la "Rural", carrossada en fusta a imatge de la furgoneta americana Ford (anomenada popularment a l'època Rubia, "rossa" en castellà). El motor d'ambdós models, de 2 cilindres i 770 cc, disposava de tres marxes endavant i una marxa enrere. Ambdues versions varen rebre una bona acollida i a finals d'any se'n varen lliurar les primeres unitats al mercat català.

### Creixement
A començaments de 1947 es començà a servir altres zones de l'estat, alhora que es creava la corresponent xarxa de vendes i assistència. Aquell any, Eucort presentà algunes novetats a la Fira de Mostres de Barcelona, entre elles una camioneta amb sostre de lona amb una capacitat de càrrega de 500 kg i una Rubia familiar.
De mica en mica els Eucort esdevenien habituals als carrers i carreteres, i fins i tot nasqué la moda de personalitzar-los, acudint a carrossers especialitzats (un dels més coneguts era el barceloní Capella). El 1948 ja circulaven per les carreteres estatals prop de 800 vehicles Eucort.
El 1948 es va desenvolupar un coupé de línia més moderna, equipat amb un nou sistema de suspensió molt elàstica, motor de dos temps tricilíndric de 1.034 cc i 32 CV. El prototipus, però, no es va comercialitzar. A finals d'any es va signar un contracte per a l'exportació a l'Argentina de vora un miler d'unitats del model "rural". Les primeres van sortir del port de Barcelona el 1949, però la comanda no es va arribar a completar.
El 1949, la xifra d'operaris de l'empresa vorejava el miler. A la Fira de Mostres de Barcelona del juny d'aquell any es presentà la nova gamma de models, anomenada "Victoria". Era una evolució de les carrosseries anteriors amb versions de turisme, familiar (7 places) i "normanda" (la rubia descapotable). Les variacions estètiques introduïdes eren importants, especialment pel que fa als parafangs, ara integrats a la línia general del cotxe.
El motor de la gamma Victoria, de tres cilindres, era el del prototipus de 1948 que no s'havia comercialitzat i aconseguia una velocitat punta de gairebé 100 km/h (l'aparició d'aquest 3 cilindres no va suposar la desaparició del bicilíndric, el qual se seguí produint de forma paral·lela). El nou motor es basava en el prototipus d'Auto Union DKW F-9, un 3 cilindres de 900 cc i 30 CV de potència que havia estat arxivat per l'empresa alemanya a causa de les necessitats de producció militar. El llançament d'aquest model va suposar per a Eucort una inversió molt forta que va endeutar greument l'empresa.

### La fi de l'empresa
El 1950 aparegué el darrer model fabricat en sèrie, el Victoria Avión, una evolució del Victoria adequat als gustos americans, a l'estil Studebaker. Aquell mateix any es va presentar un prototipus amb carrosseria de tipus monovolum, destinat al servei de taxi, pintat amb els tradicionals colors groc i negre dels taxis de Barcelona.
Fou justament el 1950 quan va començar el declivi de l'empresa que la va dur a tancar definitivament el 1953. El 9 de maig de 1949, el govern espanyol havia endegat el projecte SEAT i Eucort es va trobar de sobte amb la competència d'una empresa a la qual no li importaven les pèrdues econòmiques. El consegüent descens de les vendes unit al fort endeutament varen provocar la fallida. Eucort va tancar portes en un moment en què tenia 2.000 cigonyals esperant per a entrar a les cadenes de muntatge. Uns mesos després, el 13 de novembre de 1953, SEAT llançava al mercat el model 1400.
Malgrat tot, el 1954 encara es varen matricular quatre Eucort a Barcelona, un d'ells a nom de Autonacional, SA. Cal dir que la fàbrica del carrer Nàpols no va cessar immediatament la seva activitat automobilística, ja que el 1950 els tallers es varen llogar a una nova empresa fabricant de furgonetes amb llicència DKW, IMOSA. Poc després, però, IMOSA es va traslladar a Vitòria (País Basc) i més endavant fou absorbida per CISPALSA, la qual va passar a ser propietat de Mercedes Benz España (MEVOSA).

### Autonacional
Com a empreses col·laboradores d'Eucort cal esmentar les firmes "Comercial Auto Reparación, SL" i "Autonacional, SL". Aquesta darrera, dedicada a la reparació d'automòbils i construcció de recanvis i accessoris, es va constituir el 29 de desembre de 1950 a Barcelona per tal d'acabar de muntar els darrers cotxes Eucort. Els seus fundadors, Àngel Gill, Vicenç Fulleda i Llorenç Marc (els dos primers havien treballat a la fàbrica d'Eucort del carrer Nàpols) hi aportaren a parts iguals un capital social de 506.250 pts. Gràcies a l'amistat d'Eusebi Cortès amb Àngel Gill, les darreres unitats d'Eucort es muntaren als tallers d'Autonacional, situats al carrer València 127-131 de Barcelona.
Més tard, Autonacional SL es va dissoldre i va ser reutilitzada per a reconvertir-la en Autonacional, SA, amb la mateixa seu social (el carrer València 127-131). Aquesta nova societat va comercialitzar més tard el popular Biscúter.

## Producció

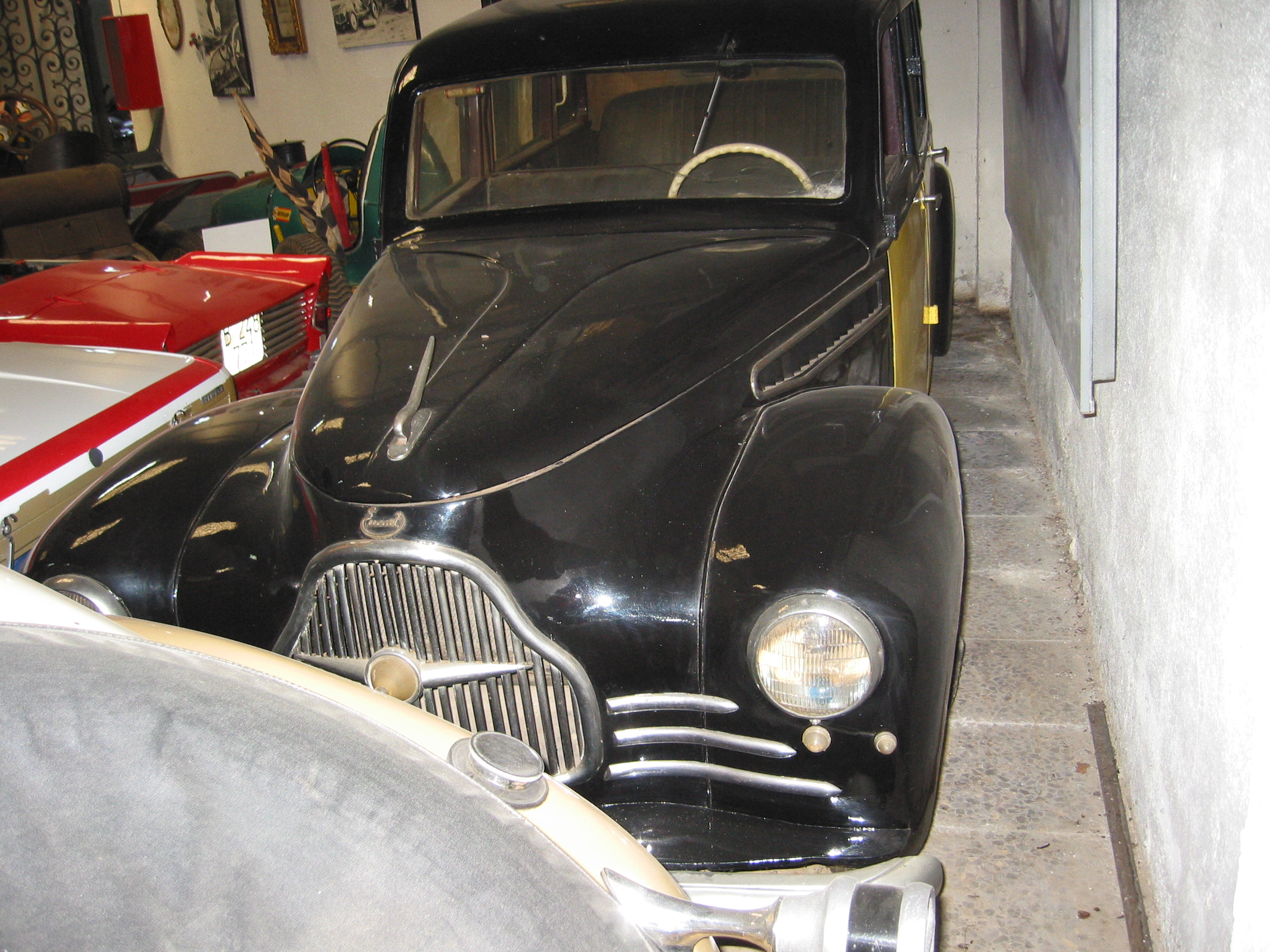
Un Eucort de 1950

Al llarg de la seva existència, Eucort va produir gran varietat de carrosseries, fins a 17 versions diferents. D'entre elles, cal esmentar el cabriolet exclusiu de 1951 (obra del carrosser Capella) que presentà a la premsa el distribuïdor d'Eucort a Barcelona Miquel Ubach, i dos tipus diferents de "torpedes" de competició en alumini (Eucort va participar també en proves esportives).
La producció total de l'empresa s'ha calculat entre 1.500 i 1.700 automòbils, quantitat molt important per a l'època.

## Competició
Malgrat que Eucort nasqué com a cotxe popular sense pretensions, se'n varen preparar un parell d'unitats per a la competició: una d'equipada amb motor de dos cilindres, i una altra amb un de tres. N'hi hagué també dues unitats amb carrosseria de sèrie tipus "normanda", també de 2 i 3 cilindres.
Els Eucort participaren en una cursa organitzada al circuit de Montjuïc per la Penya Motorista Barcelona el 6 de març de 1948. En la categoria de 750cc, a 6 voltes, el bicilíndric de carrosseria especial de Joaquim Trillo va aconseguir la victòria amb un temps de 19'16", a una mitjana de 69,624 km/h, mentre F. Bargalló fou tercer a una mitjana de 62,830 km/h. En la categoria de 1100cc, els Eucort tricilíndrics pilotats per J.Vilalta (carrosseria especial) i V.Fulleda (carrosseria normanda) quedaren respectivament segon (20'7", a 79,141 km/h) i quart (23'5", a 68,970 km/h).
El 1949, l'Eucort bicilíndric va competir a la Pujada a la Rabassada i el tricilíndric a la de Montserrat, guanyant en la seva categoria.